# Joe’s Violin
Joe’s Violin ist ein US-amerikanischer Dokumentar-Kurzfilm von Kahane Cooperman aus dem Jahr 2016. Er handelt von einem polnischen Holocaust-Überlebenden, der seine Geige spendet, und von einem zwölfjährigen Mädchen aus der Bronx, das die Geige erhält. Der Film wurde erstmals am 14. April 2016 im Rahmen des Tribeca Film Festivals gezeigt. Er wurde bei der 89. Oscarverleihung 2017 in der Kategorie „Bester Dokumentar-Kurzfilm“ nominiert.

## Handlung
Der Film handelt vom 1923 in Polen geborenen Joseph Feingold. In seiner musikalischen Familie spielte er die Geige. Nach dem Überfall auf Polen 1939 wurde der 17-jährige Joseph in ein sibirisches Arbeitslager geschickt, wo er sechseinhalb Jahre verbrachte. Seine Mutter und einer seiner Brüder starben im Konzentrationslager. Nach Kriegsende kehrte Feingold nach Polen zurück, floh jedoch wegen des Pogroms von Kielce 1946 mit seinem Vater nach Deutschland. Während er dort in einem Flüchtlingsheim auf eine Überfahrt in die USA wartete, tauschte er eine Packung Zigaretten gegen eine Geige. Später ließ er sich in New York nieder, heiratete seine Frau Regina und arbeitete als Architekt.
Durch sein fortgeschrittenes Alter wurde es für ihn immer schwieriger, Violine zu spielen. Als er 2014 im Radio von einer Sammelaktion für Instrumente hörte, spendete er die Geige. Durch die Mr Holland’s Opus Foundation wurden die gespendeten Instrumente an verschiedene Schulen in New York verteilt. Feingolds Violine erhielt die damals zwölfjährige Brianna Perez am Bronx Global Learning Institute for Girls, welche bereits seit dem Kindergarten Geige spielt.

## Hintergrund
Regisseurin Cooperman hatte die Idee zu dem Film nach dem Anhören eines Interviews des Radiosenders WQXR mit Joseph Feingold, nachdem er seine Geige gespendet hatte. Neugierig darauf, wer sie wohl erhalten würde, begann Cooperman mit den Recherchen für den Film.
Joe’s Violin wurde teilweise mit einer Kickstarter-Kampagne finanziert. Dabei wurde ein Ziel von 35.000 US-Dollar angepeilt. Am Ende kamen durch über 270 Unterstützer knapp 50.000 US-Dollar zusammen.

## Auszeichnungen (Auswahl)
- Audience Award in der Kategorie „Bester Kurzfilm“ beim Nantucket Film Festival 2016.[4]
- Directors’ Choice Award beim Gold Coast International Film Festival 2016.[5]
- Audience Award beim Atlanta Jewish Film Festival 2017.[6]
- Nominierung in der Kategorie „Bester Dokumentar-Kurzfilm“ bei der Oscarverleihung 2017.[2]